# Александровский округ (Ивановская Промышленная область)
Александровский округ — административно-территориальная единица Ивановской Промышленной области, существовавшая в 1929—1930 годах. Административный центр — город Александров.
Александровский округ был образован 10 апреля 1929 году.
Округ был разделён на 7 районов:
- Александровский
- Гаврилово-Посадский
- Киржачский
- Кольчугинский
- Нагорьевский
- Переславль-Залесский
- Юрьев-Польский.

30 июля 1930 года Александровский округ, как и большинство остальных округов СССР, был упразднён. Его районы отошли в прямое подчинение Ивановской Промышленной области.